# Dolichopeza (Sinoropeza) apicalis
Dolichopeza (Sinoropeza) apicalis is een tweevleugelige uit de familie langpootmuggen (Tipulidae). De soort komt voor in het Palearctisch gebied.